# Krzysztof Kosela
Krzysztof Kosela (ur. 1987) – polski bokser wagi ciężkiej.

## Kariera amatorska
Kosela karierę sportową rozpoczynał w Gwardii Warszawa pod kierunkiem trenera Romana Misiewicza.
Następnie u trenera Ryszarda Murata i Władysława Maciejewskiego w lubelskim KS PACO (Paco Team Lublin). W 2009 zajął szóste miejsce w mistrzostwach Polski seniorów. W 2010 i 2011 został mistrzem okręgu lubelskiego w kat. +91 kg.
Pod opieką trenera Adama Jabłońskiego z Broni Radom zdobył srebrny medal mistrzostw Polski w boksie w 2013 w Zawierciu oraz brązowy mistrzostw Polski w boksie w 2014 w Kaliszu w wadze superciężkiej  (+91 kg).

## Kariera zawodowa
31 stycznia 2015 na gali Wojak Boxing Night w Toruniu Kosela zadebiutował na zawodowym ringu. Po czterech rundach pokonał jednogłośnie na  punkty (40:36, 40:36 i 40:36) Białorusina Artsioma Czarniakiewicza (1-8, 1 KO).
21 marca 2015 na gali w Brodnicy wygrał przez techniczny nokaut w drugiej rundzie z Jakubem Kozerą (0-4,0 KO) 
.
27 czerwca 2015 w Krynicy pokonał przez techniczny nokaut w czwartej rundzie Remigiusza Smolińskiego (2-1).
16 kwietnia 2016 w  Tczewie wygrał przez techniczny nokaut w drugiej rundzie  Ukraińca Maksima Pediurę (14-10-1, 12 KO).
8 maja 2016 w Siemiatyczach pokonał  przez nokaut w drugiej rundzie Ukraińca Aleksandra Nesterenkę (9-6, 4 KO).

## Lista walk zawodowych
| Statystyka stoczonych walk zawodowych |
| --- |
| Zwycięstw: 10(KO – nokautów: 9, walk zakończonych na punkty: 1) Przegranych: 0 (KO – nokautów: 0, walk zakończonych na punkty: 0) Remisów: 0 |

| Wynik      | Rekord | Przeciwnik                     | Rozstrzygnięcie | Runda      | Data                 | Miejsce                                  | Uwagi           |
| ---------- | ------ | ------------------------------ | --------------- | ---------- | -------------------- | ---------------------------------------- | --------------- |
| Zwycięstwo | 11-0   | Chris Healey (7-3)             | PTS             | 6          | 9 czerwca 2017       | The Venue, Dudley                        |                 |
| Zwycięstwo | 10-0   | Sedrak Agagulyan (1-32-1)      | KO              | 2 (6) 1:44 | 11 marca 2017        | Hala MOSiR, Siemiatycze                  |                 |
| Zwycięstwo | 9-0    | Igor Pylypenko (5-29-2)        | KO              | 2 (4) 2:20 | 22 października 2016 | Kopalnia soli, Wieliczka                 |                 |
| Zwycięstwo | 8-0    | Edgars Kalnars (27-37-1)       | TKO             | 1 (6) 2:53 | 24 września 2016     | Hala Szkoly Podstawowej nr 50, Białystok |                 |
| Zwycięstwo | 7-0    | Marko Colic (6-5-0)            | TKO             | 4 (6) 3:00 | 25 czerwca 2016      | Legia Fight Club, Warszawa               |                 |
| Zwycięstwo | 6-0    | Aleksandr Nesterenko (14-9-1)  | KO              | 2 (6) 2:36 | 8 maja 2016          | Hala MOSiR, Siemiatycze                  |                 |
| Zwycięstwo | 5-0    | Maksym Pedyura (14-9-1)        | TKO             | 2 (6) 2:44 | 16 kwietnia 2016     | Club Ebro, Tczew                         |                 |
| Zwycięstwo | 4-0    | Henadzi Daniliuk (17-10-0)     | KO              | 1 (4) 1:45 | 17 października 2015 | Kopalnia Soli, Wieliczka                 |                 |
| Zwycięstwo | 3-0    | Remigiusz Smoliński (2-0-0)    | TKO             | 4 (4) 2:50 | 27 czerwca 2015      | Krynica                                  |                 |
| Zwycięstwo | 2-0    | Jakub Kozera (0-3-0)           | TKO             | 2 (4) 0:55 | 21 marca 2015        | Hala Widowiskowo-Sportowa OSiR, Brodnica |                 |
| Zwycięstwo | 1-0    | Artsiom Czarniakiewicz (1-8-0) | UD              | 4          | 31 stycznia 2015     | Hala Widowiskowo-Sportowa, Toruń         | debiut zawodowy |

TKO – techniczny nokaut, KO – nokaut, UD – jednogłośna decyzja, SD- niejednogłośna decyzja, MD – decyzja większości, PTS – walka zakończona na punkty, DQ – dyskwalifikacja